# サン・カルロス・デ・グアテマラ大学
サン・カルロス・デ・グアテマラ大学（Universidad San Carlos de Guatemala、略称USAC）は、グアテマラにある国立大学である。1676年に設立され、300年を越える歴史を持つ。

## 概要
サン・カルロス・デ・グアテマラ大学はグアテマラ唯一の国立大学であり、グアテマラ憲法第82条で大学の自治が保証されている:27。また第84条では国家の一般予算の5%以上を同大学に割りあてることが規定されている:27。
大学の中央キャンパスは首都グアテマラシティ12区の大学都市地区(Ciudad Universitaria)にある。ほかにグアテマラ国内各地に研究センターが置かれている。
農学、建築学、経済学、法学・社会学、医学、化学・薬学、人文科学、工学、化学工学、獣医学・畜産学、歯科学の11の学部があり、化学工学以外の各学部に対する大学院がある。

## 歴史
カトリック教会は先住民を聖職者として訓練するためにアメリカに大学を設立すべきだと主張した。サン・カルロス・デ・グアテマラ大学より早く設立された大学は5校ある。1551年にペルー副王領のリマに創立したのがアメリカでもっとも古い大学で、今の国立サンマルコス大学に相当する。2番目は同年ヌエバ・エスパーニャのメキシコシティに設立され、メキシコ国立自治大学の前身にあたる。3番目はサントドミンゴに作られ（1558年認可）、サント・ドミンゴ自治大学の前身にあたる。1622年には今のアルゼンチンにコルドバ国立大学の前身が設立された。1636年にはイギリス領マサチューセッツにハーバード大学の前身が設立された。ハーバードを別にして、これらの初期の大学はヨーロッパの、とくにサラマンカ大学をモデルにして設立された。
初代グアテマラ司教のフランシスコ・マロキンは1548年に当時のグアテマラの首都だったサンティアゴ・デ・グアテマラ（今のアンティグア・グアテマラ）に大学の設立を願ったが、実現しないままマロキンは没した。17世紀にはドミニコ会、イエズス会、フランシスコ会によっていくつかのコレヒオが建設された。1660年にはふたたび大学設立の願いが出され、1676年に大学設立が許可された。大学は1681年に実際に開校し、第1期の学生総数は60名だった。1688年には教皇庁立大学の地位を得た。大学名は16世紀のイタリアの聖カルロに由来する。
18世紀後半になると、伝統的なスコラ哲学にかわってヨーロッパの新しい哲学が教えられるようになった。
グアテマラはスペインからの独立後まもなくアグスティン・デ・イトゥルビデのメキシコ第一帝政に併合されたが、帝政崩壊後に分離した。中央アメリカ独立宣言は1823年7月1日にサン・カルロス・デ・グアテマラ大学のホールで署名された。中央アメリカ連邦共和国では保守派と自由主義派が対立し、1826年に内戦が勃発したが、1829年にフランシスコ・モラサン率いる自由主義派が勝利した。このときグアテマラ元首となった自由主義派のマリアーノ・ガルベスはサン・カルロス大学出身だったが、彼は政教分離を進めるために修道士が教授している大学を解体した。しかしながらラファエル・カレーラの率いる農民反乱によって自由主義派が駆逐されて保守派がふたたび力を得ると、1840年にサン・カルロス大学は元の場所に復活した。
ラファエル・カレーラの没後、ミゲル・ガルシア・グラナドスとフスト・ルフィーノ・バリオスによってグアテマラは自由主義に向かった。バリオスは反教会的政策を取り、大学では神学が廃止され、学部は法学公証人学・医学薬学・工学・哲学・文学から構成されるようになった。1851年以降大学はイエズス会の保護下にあったが、バリオスはイエズス会を排除した。
1917年のグアテマラ地震 (1917 Guatemala earthquake) で大学の建物は壊滅状態になり、1920-30年代に再建された。
1918年にアルゼンチンのコルドバ国立大学で始まった大学の自治と教育改革を求める学生運動はグアテマラにも影響を及ぼした。ホルヘ・ウビコ政権は大学に介入しようとしたが、1944年にグアテマラ革命が起きると大学の自治への介入は法令により禁止された。大学の自治はその後の1945年憲法や1985年憲法でも保証されている。
1954年にカルロス・カスティージョ・アルマスがアメリカ合衆国のCIAの支援によって革命政府を倒し、憲法を停止すると、サン・カルロス・デ・グアテマラ大学では1956年と1962年に大規模な学生運動が起きたが、1970年に大学は軍に占領され、その後も軍部による圧力や暗殺が続いた。
大学の名前は1687年以来「王立・教皇庁立サン・カルロス・デ・グアテマラ大学」と言ったが、ガルベス政権ではサン・カルロス大学にかわって「科学アカデミー」が置かれた。カレーラ政権時代には「教皇庁立サン・カルロス大学」が復活したが、バリオス政権下では国立の「グアテマラ大学」になった。エストラダ・カブレラ政権時代の1917年には「エストラダ・カブレラ大学」と呼ばれた。1944年に現在の名前に変えられた:46-48。